# Dasyhelea atrifemorata
Dasyhelea atrifemorata är en tvåvingeart som beskrevs av Clastrier 1961. Dasyhelea atrifemorata ingår i släktet Dasyhelea och familjen svidknott.
Artens utbredningsområde är Senegal. Inga underarter finns listade i Catalogue of Life.